# 2012-es Brussels Open
A 2012-es Brussels Open női tenisztornát Belgium fővárosában, Brüsszelben rendezték meg 2012. május 21. és 26. között. A Premier szintű versenyre második alkalommal került sor a 2012-es szezonban.

## Győztesek
Egyéniben a tornagyőzelmet szettveszteség nélkül az első kiemelt Agnieszka Radwańska szerezte meg, miután a döntőben 7–5, 6–0-ra legyőzte a román Simona Halepet. Radwańska pályafutása tizedik diadalát aratta, ebből 2012-ben a harmadikat, miután februárban Dubajban, márciusban pedig Miamiban nyert versenyt. A szezon során a Halep elleni volt a harminchatodik győztesen befejezett mérkőzése, amivel egy győzelemmel megelőzte a verseny kezdete előtt legtöbbet nyerő Viktorija Azarankát. Halep két kiemeltet (Jelena Jankovićot és Dominika Cibulkovát) is elbúcsúztatott a versenytől, s először sikerült bejutnia egy Premier torna fináléjába. Korábban két döntőt játszott, s mindkettőt elveszítette.
A párosok küzdelmét a negyedik kiemelt Bethanie Mattek-Sands–Szánija Mirza-páros szerezte meg, a döntőben 6–3, 6–2-re legyőzve az Alicja Rosolska–Cseng Csie-kettőst. Mattek-Sands és Mirza másodszor nyert közösen versenyt, 2007-ben Cincinnatiben diadalmaskodtak. Az amerikai játékos tizedik, az indiai teniszezőnő tizennegyedik alkalommal nyert párosban.

## Döntők

### Egyéni
Agnieszka Radwańska –  Simona Halep 7–5, 6–0

### Páros
Bethanie Mattek-Sands /  Szánija Mirza –  Alicja Rosolska /  Cseng Csie 6–3, 6–2

## Világranglistapontok és pénzdíjazás

### Pontok
| Eredmény           | Egyéni | Páros |
| ------------------ | ------ | ----- |
| Győzelem           | 470    | 470   |
| Döntő              | 320    | 320   |
| Elődöntő           | 200    | 200   |
| Negyeddöntő        | 120    | 120   |
| 16 között          | 60(1)  | 1     |
| 32 között          | 1      | –     |
| Főtáblára jutás    | 20     | –     |
| Selejtező (döntő)  | 12     | –     |
| Selejtező (2. kör) | 8      | –     |
| Selejtező (1. kör) | 1      | –     |

### Pénzdíjazás
A torna összdíjazása 637 000 amerikai dollár volt. Az egyéni bajnok 107 000 dollárt, a győztes páros együttesen 33 000 dollárt kapott.
| Eredmény           | Egyéni    | Páros    |
| ------------------ | --------- | -------- |
| Győzelem           | 107 000 $ | 33 000 $ |
| Döntő              | 57 000 $  | 17 600 $ |
| Elődöntő           | 30 500 $  | 9600 $   |
| Negyeddöntő        | 16 375 $  | 4900 $   |
| 16 között          | 8800 $    | 2650 $   |
| 32 között          | 4800 $    | –        |
| Selejtező (döntő)  | 2550 $    | –        |
| Selejtező (2. kör) | 1375 $    | –        |
| Selejtező (1. kör) | 750 $     | –        |